# Josia flavissima
Josia flavissima är en fjärilsart som beskrevs av Walker 1854. Josia flavissima ingår i släktet Josia och familjen tandspinnare. Inga underarter finns listade i Catalogue of Life.